# Vinyla 2018
Vinyla 2018 je osmý ročník hudebních cen Vinyla. 

## Ceny a nominace

### Album roku
- Povodí Ohře – Povodí Ohře
- Tomáš Palucha – Čaro
- Čáry života – Stínítko

### Objev roku
- Bílej kluk
- Market
- Čáry života – Stínítko

### Počin roku
- aktivity Zvuk
- aktivity BCAA System
- aktivity Wrong